# 佩尔桑-博蒙站
佩尔桑-博蒙站，是法国的一个铁路车站，位于法国巴黎北部郊区的佩尔桑。因地处佩尔桑并靠近瓦兹河畔博蒙而得名，属于第五收费区（法語：Zone 5）。

## 位置
佩尔桑-博蒙站位于佩尔桑市区的南部，瓦兹河右岸，与瓦兹河畔博蒙隔河相望。车站大致呈西南-东北走向，开口朝东南。
佩尔桑-博蒙站也是一个区域性的铁路枢纽，埃皮奈－勒特雷波尔铁路和皮耶尔莱－克雷伊铁路在此交汇。

## 设施
佩尔桑-博蒙站设有人工售票窗口和自动售票机。

## 停靠线路
以下列车线路在佩尔桑-博蒙站停靠：
| 佩尔桑-博蒙站列车线路表（长途线路） |      |        |        |              |
| 线路                                | 车种 | 上一站 | 下一站 | 大致运行频率 |
| 巴黎—博韦                           | TER  | 巴黎北 | 尚布利 | 每天11~16趟  |
| 1.                                  |      |        |        |              |

| 佩尔桑-博蒙站列车线路表（区域线路） |               |           |          |          |
| 起点                                | 上一站        | 线路      | 下一站   | 终点     |
| 巴黎                                | 努万特勒-穆尔 | [T] · [H] | （终点） | （终点） |
| 巴黎                                | 香槟          | [T] · [H] | （终点） | （终点） |
| 蓬图瓦兹                            | 瓦兹河畔香槟  | [T] · [H] | （终点） | （终点） |

## 配套交通

### 长途客车
| 停靠佩尔桑-博蒙站的大巴车 |                      |                                                                        |
| 上下车地点                | 运营单位             | 主要目的地                                                             |
| 佩尔桑-博蒙站门口         | 法兰西岛之信公交 CIF | .100. 瓦兹河畔阿涅尔 · 瑟吉 · 吕扎尔什 · 戴高乐机场客运中心            |
| 佩尔桑-博蒙站门口         | SNCF Car TER         | （当某条铁路线施工或罢工时，SNCF可能会提供途径该线路沿途站点的大巴车） |
| 1. 2.                     |                      |                                                                        |

### 城市公共交通
| 佩尔桑-博蒙站附近的市内公共交通线路 |                   |                       | |
| 公交车站名称                        | 位置              | 运营单位              | 停靠线路 |
| 佩尔桑-佩尔桑-博蒙火车站            | 佩尔桑-博蒙站门口 | 凯奥雷斯-瓦兹河谷客运 | .2. 佩尔桑-佩尔桑-博蒙 ↔ 蒙苏勒-蒙苏勒-马弗列 .A. 佩尔桑-绿道开发区 / 让卡特拉 ↔ 瓦兹河畔欧石楠-波朗街 / 莱欧班开放区 .B. 佩尔桑-佩尔桑-博蒙 ↔ 瓦兹河畔博蒙-社保中心 / 布吕·桑利斯 .C. 佩尔桑-菲利克斯·米莱 ↔ 瓦兹河畔香槟-美阳 .F. 佩尔桑-佩尔桑-博蒙 ↔ 瓦兹河畔博蒙-成人教育中心 .DIM. 佩尔桑-市政厅 ↔ 瓦兹河畔欧石楠-波朗街 |
| 1. 2. 3. 4.                         |                   |                       | |

### 社会车辆
佩尔桑-博蒙站门口设有社会车辆停车场。

## 临近车站
| 佩尔桑-博蒙站（Gare de Persan - Beaumont） |                        |                          |
| 上行车站                                   | 线路                   | 下行车站                 |
| 努万特勒-穆尔站 2.6km ←                    | 埃皮奈－勒特雷波尔铁路 | 尚布利站 → 4.4km         |
| 瓦兹河畔香槟站 3.1km ←                     | 皮耶尔莱－克雷伊铁路   | 瓦兹河畔欧石楠站 → 3.6km |
| - 本表仅显示运营中的线路及车站             |                        |                          |